# Обухівка (Бердичівський район)
Обу́хівка — село в Україні, у Бердичівському районі Житомирської області. Населення становить 325 осіб.

## Населення
Згідно з переписом УРСР 1989 року чисельність наявного населення села становила 362 особи, з яких 159 чоловіків та 203 жінки.
За переписом населення України 2001 року в селі мешкало 325 осіб. 100 % населення вказало своєю рідною мовою українську мову.

## Історія
У 1923—54 роках — адміністративний центр Обухівської сільської ради Бердичівського району

## Відомі люди
- Лонський Віталій Олексійович (1927—2004) — тренер зі стрибків у висоту.